# Biserica romano-catolică din Sânzieni

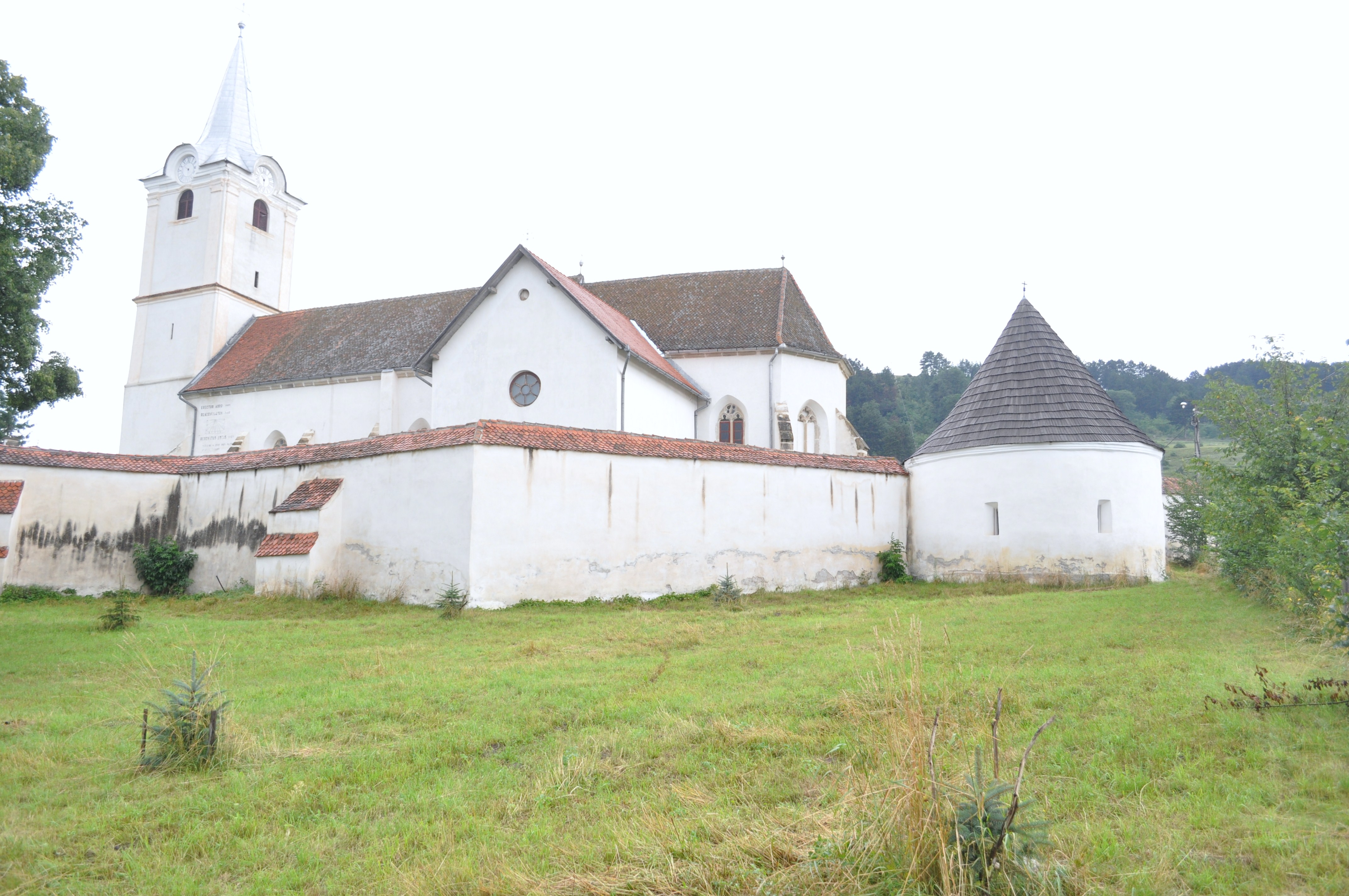
Biserica romano-catolică din Sânzieni, județul Covasna, foto: iulie, 2011.

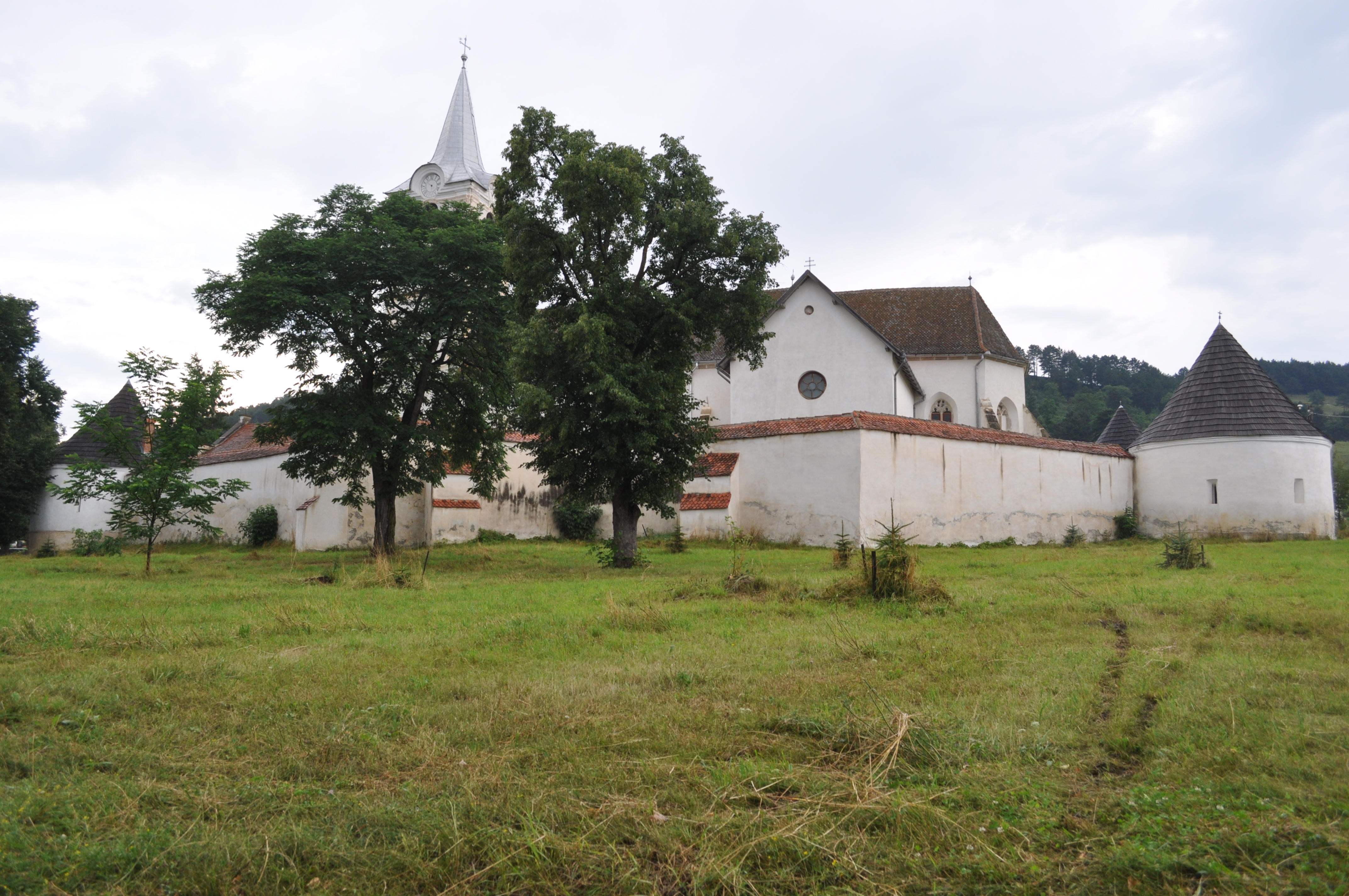
Biserica romano-catolică din Sânzieni, județul Covasna, foto: iulie, 2011.

Biserica romano-catolică din Sânzieni, județul Covasna, a fost construită în secolul al XIII-lea și e considerată cel mai mare lăcaș din județ (lungimea structurii atingând 38 m). Lăcașul de cult figurează pe lista monumentelor istorice 2010, cod LMI CV-II-a-A-13266.

## Istoric și trăsături
Localitatea apare în 1251 sub numele "Castrum Zenth Lelekh" (Cetatea Sf. Duh). Există date despre o biserică parohială ce apare încă din 1332, satul plătind atunci zeciuiala Bisericii Catolice. În 1401 se vorbește despre construcția unei biserici cu sprijinul soției voievodului moldovean  Alexandru cel Bun. 
Biserica a fost supusă mai multor stiluri arhitecturale și renovări, în funcție de dorința seniorilor din zonă în acele vremuri: romanic, gotic, renascentist, apoi baroc. Ultima renovare a avut loc în anul 1996. Orga bisericii datează din 1736. 
Are hramul „Sf. Duh”, sărbătorindu-se anual de Rusalii. Pe lista monumentelor istorice se află și incinta fortificată, cu patru bastioane cilindrice.